# Copa de la Liga de Primera División 1985
La Copa de la Liga de Primera División de 1985 fue la tercera edición disputada de este torneo. Se jugó entre los meses de abril, mayo y junio de 1985 y en ella participaron los dieciocho equipos de Primera División y otros cuatro equipos de divisiones inferiores que habían ganado su derecho a competir al proclamarse campeones de la Copa de la Liga en sus respectivas categorías la temporada anterior. Por lo tanto entraron en el sorteo inicial el Club Deportivo Castellón como vencedor en Segunda División, el Nástic de Tarragona y el Club Deportivo Antequerano como vencedores en Segunda B y el Club Deportivo Tudelano como vencedor en Tercera. El campeón del torneo obtendría el derecho a disputar la Copa de la UEFA la temporada siguiente.
En esta ocasión sería el Real Madrid quien se alzara por primera vez con este torneo tras haber quedado subcampeón en la primera edición. Se impuso en la final al Atlético de Madrid que una temporada más se quedaba con la miel en los labios.

## Primera ronda
Catorce equipos entraron en liza en esta primera eliminatoria quedando exentos otros ocho, a saber, el Real Madrid, el Barça, el Atlético de Madrid, el Sporting de Gijón, el Real Zaragoza, el Athletic Club, la Real Sociedad y el Real Betis. Los partidos de ida de esta primera ronda se jugaría los días 10 y 11 de abril de 1985 mientras que la vuelta se jugaría los días 17 y 18 a excepción del partido entre el CD Castellón y el Elche que se jugaría el 24 de abril.
| Equipo local            | Equipo visitante       | Ida   | Vuelta |
| ----------------------- | ---------------------- | ----- | ------ |
| Elche Club de Fútbol    | CD Castellón           | 2 - 2 | 0 - 3  |
| CD Tudelano             | RCD Español            | 0 - 4 | 1 - 1  |
| Real Valladolid         | CD Antequerano         | 8 - 0 | 4 - 4  |
| Sevilla Fútbol Club     | Gimnàstic de Tarragona | 2 - 0 | 1 - 0  |
| Real Murcia             | Hércules de Alicante   | 7 - 0 | 2 - 1  |
| Valencia Club de Fútbol | Racing de Santander    | 1 - 2 | 2 - 0  |
| CD Málaga               | Osasuna                | 1 - 0 | 2 - 2  |

## Segunda ronda
El Real Madrid volvería a quedar liberado de disputar esta ronda por lo que accedería directamente a los cuartos de final. El resto de equipos jugarían los días 1, 4 y 5 de mayo sus correspondientes partidos de ida dejando para el 7 y el 9 de mayo los de vuelta.
| Equipo local       | Equipo visitante        | Ida   | Vuelta |
| ------------------ | ----------------------- | ----- | ------ |
| CD Castellón       | RCD Español             | 1 - 3 | 1 - 1  |
| Barcelona          | Real Sociedad           | 2 - 0 | 2 - 2  |
| Athletic Club      | CD Málaga               | 3 - 2 | 1 - 0  |
| Sporting de Gijón  | Sevilla Fútbol Club     | 1 - 1 | 2 - 0  |
| Atlético de Madrid | Real Murcia             | 4 - 0 | 5 - 0  |
| Real Valladolid    | Real Zaragoza           | 2 - 3 | 1 - 1  |
| Real Betis         | Valencia Club de Fútbol | 4 - 0 | 0 - 1  |

## Fase final
Tras las dos primeras rondas los ocho equipos clasificados se enfrentaron en tres eliminatorias a ida y vuelta durante la segunda quincena del mes de mayo y la primera del mes de junio de 1985.
|  | Cuartos de final                  | Cuartos de final                  | Cuartos de final                  |   |                    | Semifinales             | Semifinales             | Semifinales             |  |  | Final                    | Final                    | Final                    |
|  | 11 y 12 de mayo - 18 y 19 de mayo | 11 y 12 de mayo - 18 y 19 de mayo | 11 y 12 de mayo - 18 y 19 de mayo |   |                    | 30 de mayo - 2 de junio | 30 de mayo - 2 de junio | 30 de mayo - 2 de junio |  |  | 5 de junio - 15 de junio | 5 de junio - 15 de junio | 5 de junio - 15 de junio |
|  |                                   |                                   |                                   |   |                    |                         |                         |                         |  |  |                          |                          |                          |
|  | Atlético de Madrid                | 3                                 | 1                                 |   |                    |                         |                         |                         |  |  |                          |                          |                          |
|  | Real Betis                        | 1                                 | 2                                 |   |                    |                         |                         |                         |  |  |                          |                          |                          |
|  | Real Betis                        | 1                                 | 2                                 |   | Atlético de Madrid | 5                       | 0                       |                         |  |  |                          |                          |                          |
|  |                                   |                                   |                                   |   | Atlético de Madrid | 5                       | 0                       |                         |  |  |                          |                          |                          |
|  |                                   | RCD Español                       | 1                                 | 2 |                    |                         |                         |                         |  |  |                          |                          |                          |
|  | RCD Español                       | RCD Español                       | 1                                 | 2 | 3                  | 1                       |                         |                         |  |  |                          |                          |                          |
|  | RCD Español                       |                                   |                                   |   | 3                  | 1                       |                         |                         |  |  |                          |                          |                          |
|  | Athletic Club                     | 0                                 | 1                                 |   |                    |                         |                         |                         |  |  |                          |                          |                          |
|  |                                   |                                   |                                   |   |                    |                         |                         |                         |  |  | Atlético de Madrid       | 3                        | 0                        |
|  |                                   |                                   | Real Madrid                       | 2 | 2                  |                         |                         |                         |  |  |                          |                          |                          |
|  | Sporting de Gijón                 | 2                                 | 1                                 |   |                    |                         |                         |                         |  |  |                          |                          |                          |
|  | Real Zaragoza                     | 0                                 | 2                                 |   |                    |                         |                         |                         |  |  |                          |                          |                          |
|  | Real Zaragoza                     | 0                                 | 2                                 |   | Sporting de Gijón  | 3                       | 0                       |                         |  |  |                          |                          |                          |
|  |                                   |                                   |                                   |   | Sporting de Gijón  | 3                       | 0                       |                         |  |  |                          |                          |                          |
|  |                                   | Real Madrid                       | 1                                 | 3 |                    |                         |                         |                         |  |  |                          |                          |                          |
|  | Barcelona                         | Real Madrid                       | 1                                 | 3 | 2                  | 1                       |                         |                         |  |  |                          |                          |                          |
|  | Barcelona                         |                                   |                                   |   | 2                  | 1                       |                         |                         |  |  |                          |                          |                          |
|  | Real Madrid (pr.+ pen.)           | 2                                 | 1                                 |   |                    |                         |                         |                         |  |  |                          |                          |                          |

## Final

### Ida
|    | POR | Carlos Santiago Pereira |     |
|    | DEF | Miroslav Votava         |     |
|    | DEF | Balbino García          |     |
|    | DEF | Juan Carlos Arteche     |     |
|    | DEF | Tomás Reñones           |     |
|    | MED | Roberto Marina          | 31' |
|    | MED | Jesús Landáburu         |     |
|    | MED | Quique Ramos            |     |
|    | DEL | Luis Cabrera            |     |
|    | DEL | Hugo Sánchez            |     |
|    | DEL | Juan José Rubio         | 52' |
| DT | DT  | Luis Aragonés           |     |

|    | POR | José Manuel Ochotorena |     |
|    | DEF | Chendo                 |     |
|    | DEF | Manuel Sanchís         |     |
|    | DEF | Uli Stielike           |     |
|    | DEF | José Antonio Camacho   |     |
|    | MED | Isidro San José        | 86' |
|    | MED | Ricardo Gallego        |     |
|    | MED | Míchel                 |     |
|    | DEL | Francisco Pineda       |     |
|    | DEL | Santillana             |     |
|    | DEL | Isidro Díaz            |     |
| DT | DT  | Luis Molowny           |     |

|  | MED | Ricardo Ortega Mínguez | 31' |
|  | DEF | Miguel Ángel Ruiz      | 52' |

|  | DEF | Juan José Jiménez | 86' |

|  | 10' | Rubio   | 1-0 |
|  | 57' | Arteche | 2-1 |
|  | 58' | Cabrera | 3-1 |

|  | 50' | Pineda     | 1-1 |
|  | 83' | Santillana | 3-2 |

|  | Balbino |
|  | Balbino |
|  | Arteche |

|  | Ochotorena |

|  | Balbino |

| Árbitro: | Joaquín Urío Velázquez |

|    | POR | Carlos Santiago Pereira |     |
|    | DEF | Miroslav Votava         |     |
|    | DEF | Balbino García          |     |
|    | DEF | Juan Carlos Arteche     |     |
|    | DEF | Tomás Reñones           |     |
|    | MED | Roberto Marina          | 31' |
|    | MED | Jesús Landáburu         |     |
|    | MED | Quique Ramos            |     |
|    | DEL | Luis Cabrera            |     |
|    | DEL | Hugo Sánchez            |     |
|    | DEL | Juan José Rubio         | 52' |
| DT | DT  | Luis Aragonés           |     |

|    | POR | José Manuel Ochotorena |     |
|    | DEF | Chendo                 |     |
|    | DEF | Manuel Sanchís         |     |
|    | DEF | Uli Stielike           |     |
|    | DEF | José Antonio Camacho   |     |
|    | MED | Isidro San José        | 86' |
|    | MED | Ricardo Gallego        |     |
|    | MED | Míchel                 |     |
|    | DEL | Francisco Pineda       |     |
|    | DEL | Santillana             |     |
|    | DEL | Isidro Díaz            |     |
| DT | DT  | Luis Molowny           |     |

|  | MED | Ricardo Ortega Mínguez | 31' |
|  | DEF | Miguel Ángel Ruiz      | 52' |

|  | DEF | Juan José Jiménez | 86' |

|  | 10' | Rubio   | 1-0 |
|  | 57' | Arteche | 2-1 |
|  | 58' | Cabrera | 3-1 |

|  | 50' | Pineda     | 1-1 |
|  | 83' | Santillana | 3-2 |

|  | Balbino |
|  | Balbino |
|  | Arteche |

|  | Ochotorena |

|  | Balbino |

| Árbitro: | Joaquín Urío Velázquez |

### Vuelta
|    | POR | José Manuel Ochotorena |     |
|    | DEF | José Antonio Camacho   |     |
|    | DEF | Manuel Sanchís         |     |
|    | DEF | Uli Stielike           |     |
|    | DEF | Chendo                 |     |
|    | MED | Isidro San José        |     |
|    | MED | Ricardo Gallego        | 60' |
|    | MED | Míchel                 |     |
|    | DEL | Juanito                |     |
|    | DEL | Santillana             |     |
|    | DEL | Francisco Pineda       | 80' |
| DT | DT  | Luis Molowny           |     |

|    | POR | Carlos Santiago Pereira |     |
|    | DEF | Miroslav Votava         |     |
|    | DEF | Balbino García          | 68' |
|    | DEF | Juan Carlos Arteche     |     |
|    | DEF | Tomás Reñones           |     |
|    | MED | Julio Prieto            | 59' |
|    | MED | Roberto Marina          |     |
|    | MED | Jesús Landáburu         |     |
|    | MED | Quique Ramos            |     |
|    | DEL | Luis Cabrera            |     |
|    | DEL | Hugo Sánchez            |     |
| DT | DT  | Luis Aragonés           |     |

|  | DEF | Alfonso Fraile | 60' |
|  | DEL | Isidro Díaz    | 80' |

|  | DEL | Juan José Rubio   | 59' |
|  | DEF | Miguel Ángel Ruiz | 68' |

|  | 25' | Stielike | 1-0 |
|  | 62' | Míchel   | 2-0 |

|  | Stielike   |
|  | Gallego    |
|  | Santillana |

|  | Votava  |
|  | Arteche |
|  | Rubio   |
|  | Marina  |
|  | Cabrera |

| Árbitro: | Felipe Crespo Aurré |

|    | POR | José Manuel Ochotorena |     |
|    | DEF | José Antonio Camacho   |     |
|    | DEF | Manuel Sanchís         |     |
|    | DEF | Uli Stielike           |     |
|    | DEF | Chendo                 |     |
|    | MED | Isidro San José        |     |
|    | MED | Ricardo Gallego        | 60' |
|    | MED | Míchel                 |     |
|    | DEL | Juanito                |     |
|    | DEL | Santillana             |     |
|    | DEL | Francisco Pineda       | 80' |
| DT | DT  | Luis Molowny           |     |

|    | POR | Carlos Santiago Pereira |     |
|    | DEF | Miroslav Votava         |     |
|    | DEF | Balbino García          | 68' |
|    | DEF | Juan Carlos Arteche     |     |
|    | DEF | Tomás Reñones           |     |
|    | MED | Julio Prieto            | 59' |
|    | MED | Roberto Marina          |     |
|    | MED | Jesús Landáburu         |     |
|    | MED | Quique Ramos            |     |
|    | DEL | Luis Cabrera            |     |
|    | DEL | Hugo Sánchez            |     |
| DT | DT  | Luis Aragonés           |     |

|  | DEF | Alfonso Fraile | 60' |
|  | DEL | Isidro Díaz    | 80' |

|  | DEL | Juan José Rubio   | 59' |
|  | DEF | Miguel Ángel Ruiz | 68' |

|  | 25' | Stielike | 1-0 |
|  | 62' | Míchel   | 2-0 |

|  | Stielike   |
|  | Gallego    |
|  | Santillana |

|  | Votava  |
|  | Arteche |
|  | Rubio   |
|  | Marina  |
|  | Cabrera |

| Árbitro: | Felipe Crespo Aurré |

|             |
| Campeón     |
| Real Madrid |
| 1.º Título  |

## Tabla de participación
| Equipo            | J | G | E | P | GF | GC | Goleadores |
| Atlético Madrid   | 8 | 5 | 0 | 3 | 21 | 10 | Rubio (6), Cabrera (4), Arteche (4), Marina (3), Hugo Sánchez (2), Landáburu (1), Ruiz (1)                         |
| R. C. D. Espanyol | 8 | 4 | 3 | 1 | 16 | 9  | Pineda (5), Lauridsen (4), Giménez (2), Forcadell (1), López (1, TUD, pp.), Diego Orejuela (1), Job (1), Iñaki (1) |
| Sporting Gijón    | 6 | 3 | 1 | 2 | 9  | 7  | Quini (5), Mino (2), Tocornal (1), Esteban (1)                                                                     |
| Real Madrid       | 6 | 2 | 2 | 2 | 11 | 9  | Santillana (3), Valdano (2), Míchel (2), Pineda (2), Stielike (1), Juanito (1)                                     |
| Sevilla F. C.     | 4 | 2 | 1 | 1 | 4  | 3  | Álvarez II (1), Magdaleno (1), Ruda (1), López (1)                                                                 |
| Real Zaragoza     | 4 | 2 | 1 | 1 | 6  | 6  | Amarilla (2), Zayas (1), Conde (1), García Cortés (1), Ayneto (1)                                                  |
| Athletic Bilbao   | 4 | 2 | 1 | 1 | 5  | 6  | Patxi Salinas (1), Dani (1), Arrien (1), Sarabia (1), De La Fuente (1)                                             |
| Real Valladolid   | 4 | 2 | 0 | 2 | 15 | 8  | Duque (6), Ito (2), Víctor (2), Moré (1), Mágico González (1), Eusebio (1), García Navajas (1), Peña (1)           |
| F. C. Barcelona   | 4 | 1 | 3 | 0 | 7  | 5  | Marcos Alonso (3), Calderé (1), Archibald (1), Clos (1), Moratalla (1)                                             |
| Murcia            | 4 | 2 | 0 | 2 | 9  | 10 | Víctor Celso (3), Moyano (2), Figueroa (2), Adolfo Muñoz (1), Núñez (1)                                            |
| Real Betis        | 4 | 2 | 0 | 2 | 7  | 5  | Calderón (2), Rincón (2), Paco (1), Parra (1), Gordillo (1)                                                        |
| Valencia C. F.    | 4 | 2 | 0 | 2 | 4  | 6  | Cabrera (2), Sixto (1), Arroyo (1)                                                                                 |
| Castellón         | 4 | 1 | 2 | 1 | 7  | 6  | Mestre (2), Carrillo (2), Ibeas (1), Alcañiz (1), Viña (1)                                                         |
| C.D. Málaga       | 4 | 1 | 1 | 2 | 5  | 6  | José Hurtado (3), Rivas (2)                                                                                        |
| Racing Santander  | 2 | 1 | 0 | 1 | 2  | 3  | Campbell (1), Bernal (1)                                                                                           |
| C. A. Osasuna     | 2 | 0 | 1 | 1 | 2  | 3  | Dioni (1), Lumbreras (1)                                                                                           |
| Real Sociedad     | 2 | 0 | 1 | 1 | 2  | 4  | Uralde (1), López Ufarte (1)                                                                                       |
| Elche C. F.       | 2 | 0 | 1 | 1 | 2  | 5  | Christensen (1), Lucas (1)                                                                                         |
| Tudelano          | 2 | 0 | 1 | 1 | 1  | 5  | Chus Mari (1) |
| Antequerano       | 2 | 0 | 1 | 1 | 4  | 12 | Navarro (1), Porras (1), Miguel (1), Samuel (1)                                                                    |
| Gimnàstic Tarra.  | 2 | 0 | 0 | 2 | 0  | 3  | - |
| Hércules          | 2 | 0 | 0 | 2 | 1  | 9  | Mora (1, MUR, pp.)                                                                                                 |